# Idrotungstite
L'idrotungstite è un idrossido naturale del tungsteno. Il colore è verde scuro per poi alterarsi in giallo verde se esposto all'aria.

## Abito cristallino
Cristalli tabulari, lunghi da 5 a 75 µm, spesso gemellati.

## Forma in cui si presenta in natura
Si forma dall'alterazione della ferberite.